# Hans Walitza
Hans Walitza (Mülheim an der Ruhr, 26 novembre 1945) è un allenatore di calcio ed ex calciatore tedesco, di ruolo attaccante.
Nella Fußball-Bundesliga 1971-1972, durante la militanza al Bochum, è stato vice-capocannoniere con 22 gol; al primo posto si è classificato invece Gerd Müller, arrivato a quota 40.

## Palmarès

### Giocatore

#### Competizioni nazionali
- Fußball-Regionalliga: 1

Bochum: 1969-1970 (Regionalliga Ovest)